# Alfa-1D adrenergički receptor
Alfa-1D adrenergički receptor ( adrenoreceptor, ADRA1D) je alfa-1 adrenergički receptor, koji je kodiran humanim  genom.

## Receptor
Postoje 3 tipa alfa-1 adrenergičkog receptora: alfa-1A, -1B i -1D, svi od kojih prenose signal kroz Gq/11 familiju G-proteina. Različiti podtipovi pokazuju različite oblike aktivacije. Oni aktiviraju mitogene response i regulišu rast i proliferaciju mnogih ćelija.

## Gene
Ovaj gen kodira alfa-1D-adrenergički receptor. On je sličan genu alfa-1B adrenergičkog receptora, i se sastoji od 2 iRNK eksona i jednog velikog introna sa najmanje 20 kb.

## Literatura
1. 1 2  „Entrez Gene: ADRA1D adrenergic, alpha-1D-, receptor”.

## Dodatna literatura
- Schwinn DA, Lomasney JW (1992). „Pharmacologic characterization of cloned alpha 1-adrenoceptor subtypes: selective antagonists suggest the existence of a fourth subtype.”. Eur. J. Pharmacol. 227 (4): 433—6. PMID 1359975. doi:10.1016/0922-4106(92)90162-O.
- Bruno JF, Whittaker J, Song JF, Berelowitz M (1991). „Molecular cloning and sequencing of a cDNA encoding a human alpha 1A adrenergic receptor.”. Biochem. Biophys. Res. Commun. 179 (3): 1485—90. PMID 1656955. doi:10.1016/0006-291X(91)91740-4.
- TA, Esbenshade; Hirasawa A; Tsujimoto G (1995). „Cloning of the human alpha 1d-adrenergic receptor and inducible expression of three human subtypes in SK-N-MC cells.”. Mol. Pharmacol. 47 (5): 977—85. PMID 7746284.
- DA, Schwinn; Johnston GI; Page SO (1995). „Cloning and pharmacological characterization of human alpha-1 adrenergic receptors: sequence corrections and direct comparison with other species homologues.”. J. Pharmacol. Exp. Ther. 272 (1): 134—42. PMID 7815325.
- DH, Weinberg; Trivedi P; Tan CP (1994). „Cloning, expression and characterization of human alpha adrenergic receptors alpha 1a, alpha 1b and alpha 1c.”. Biochem. Biophys. Res. Commun. 201 (3): 1296—304. PMID 8024574. doi:10.1006/bbrc.1994.1845.
- SK, Loftus; Shiang R; Warrington JA (1994). „Genes encoding adrenergic receptors are not clustered on the long arm of human chromosome 5.”. Cytogenet. Cell Genet. 67 (2): 69—74. PMID 8039425. doi:10.1159/000133802.
- Yang-Feng TL, Han H, Lomasney JW, Caron MG (1994). „Localization of the cDNA for an alpha 1-adrenergic receptor subtype (ADRA1D) to chromosome band 20p13.”. Cytogenet. Cell Genet. 66 (3): 170—1. PMID 8125015. doi:10.1159/000133693.
- C, Forray; Bard JA; Wetzel JM (1994). „The alpha 1-adrenergic receptor that mediates smooth muscle contraction in human prostate has the pharmacological properties of the cloned human alpha 1c subtype.”. Mol. Pharmacol. 45 (4): 703—8. PMID 8183249.
- KP, Minneman; Lee D; Zhong H (2000). „Transcriptional responses to growth factor and G protein-coupled receptors in PC12 cells: comparison of alpha(1)-adrenergic receptor subtypes.”. J. Neurochem. 74 (6): 2392—400. PMID 10820200. doi:10.1046/j.1471-4159.2000.0742392.x.
- Keffel S, Alexandrov A, Goepel M, Michel MC (2000). „alpha(1)-adrenoceptor subtypes differentially couple to growth promotion and inhibition in Chinese hamster ovary cells.”. Biochem. Biophys. Res. Commun. 272 (3): 906—11. PMID 10860850. doi:10.1006/bbrc.2000.2850.
- Kyprianou N, Benning CM (2000). „Suppression of human prostate cancer cell growth by alpha1-adrenoceptor antagonists doxazosin and terazosin via induction of apoptosis.”. Cancer Res. 60 (16): 4550—5. PMID 10969806.
- P, Deloukas; Matthews LH; Ashurst J (2002). „The DNA sequence and comparative analysis of human chromosome 20.”. Nature. 414 (6866): 865—71. PMID 11780052. doi:10.1038/414865a.
- K, Shibata; Katsuma S; Koshimizu T (2003). „alpha 1-Adrenergic receptor subtypes differentially control the cell cycle of transfected CHO cells through a cAMP-dependent mechanism involving p27Kip1.”. J. Biol. Chem. 278 (1): 672—8. PMID 12409310. doi:10.1074/jbc.M201375200.
- Pupo AS, Minneman KP (2004). „Specific interactions between gC1qR and alpha1-adrenoceptor subtypes.”. J. Recept. Signal Transduct. Res. 23 (2-3): 185—95. PMID 14626446. doi:10.1081/RRS-120025200.
- C, Hague; Uberti MA; Chen Z (2004). „Cell surface expression of alpha1D-adrenergic receptors is controlled by heterodimerization with alpha1B-adrenergic receptors.”. J. Biol. Chem. 279 (15): 15541—9. PMID 14736874. doi:10.1074/jbc.M314014200.
- Gonzalez-Cabrera PJ; Shi T; Yun J (2004). „Differential regulation of the cell cycle by alpha1-adrenergic receptor subtypes.”. Endocrinology. 145 (11): 5157—67. PMID 15297446. doi:10.1210/en.2004-0728.
- T, Zhang; Xu Q; Chen FR (2005). „Yeast two-hybrid screening for proteins that interact with alpha1-adrenergic receptors.”. Acta Pharmacol. Sin. 25 (11): 1471—8. PMID 15525470.
- S, Sigala; Dellabella M; Milanese G (2005). „Evidence for the presence of alpha1 adrenoceptor subtypes in the human ureter.”. Neurourol. Urodyn. 24 (2): 142—8. PMID 15690361. doi:10.1002/nau.20097.
- Chen Z, Hague C, Hall RA, Minneman KP (2006). „Syntrophins regulate alpha1D-adrenergic receptors through a PDZ domain-mediated interaction.”. J. Biol. Chem. 281 (18): 12414—20. PMID 16533813. doi:10.1074/jbc.M508651200.
- GA, Michelotti; Brinkley DM; Morris DP (2007). „Epigenetic regulation of human alpha1d-adrenergic receptor gene expression: a role for DNA methylation in Sp1-dependent regulation.”. FASEB J. 21 (9): 1979—93. PMC 2279228 . PMID 17384146. doi:10.1096/fj.06-7118com.

## Spoljašnje veze
- „α1D”. IUPHAR Database of Receptors and Ion Channels. International Union of Basic and Clinical Pharmacology. Архивирано из оригинала 04. 03. 2016. г.